# Marvel szuperhősök: Fekete Párduc: Wakandai gondok
A Marvel szuperhősök: Fekete Párduc: Wakandai gondok (eredeti cím: Lego Marvel Super Heroes – Black Panther: Trouble in Wakanda) 2018-as amerikai számítógépes animációs LEGO akciófilm, amelyet Michael D. Black rendezett.
A film producerei Leslie Barker és Joshua Wexler. A forgatókönyvet Mark Hoffmeier írta. A film zeneszerzői David Wurst és Eric Wurst. A film gyártója a Marvel Entertainment, a Pure Imagination Studios és a Lego Csoport, forgalmazója a Disney XD.
Amerikában 2018. június 4-én mutatta be a Disney XD. Magyarországon a 2020. augusztus 28-án mutatta be az HBO Go.

## Cselekmény
A wakandai nagykövetségen elhangzott beszéde után Fekete Párduc Thanos ellen harcol, de eltünik. Thanos, Erik Killmonger és Ulysses Klaue Wakandába indulnak, hogy megszerezzék a vibrániumot.
Amíg Fekete Párduc az autóját keresi, Killmonger titokban követi. Doctor Strange segít neki legyőzni, de eltűnik. Fekete Párduc Wakandába repül. Közben Shuri felhívja, hogy elmondja neki, Klaue és Killmonger Wakandában vannak. Klaue ezután elrabolja Shurit.
Fekete Párduc újra találkozik Okoye-vel, és elmennek megmenteni Shurit. Megtalálják Shurit, majd Klaue-val és Killmongerrel harcolnak. Shuri biztonsága miatt Fekete Párduc átadja azt kulcsot, ami kinyitja a vibránium ajtaját. Ezután Fekete Párduc elindul harcolni a gazemberekkel, közben Shuri felhívja a Bosszúállókat. Thanos szembeszáll Fekete Párduccal és Okoye-vel. Shuri és a Bosszúállók megérkeznek és Thanos ellen harcolnak.
A Fekete Párduc és Vasember Killmonger és Klaue ellen küzd. Thanost egy úszó sziklához teleportálják, Killmonger és Klaue az Antarktiszon landol. A hősök ezután Wakandában ünnepelnek, ahol Fekete Párduc köszönetet mond Shuri-nak, hogy felhívta a Bosszúállókat. A film azzal zárul, hogy Fekete Párduc a kulcsát keresi.

## Szereplők
| Szereplő         | Eredeti hang           | Magyar hang      |
| ---------------- | ---------------------- | ---------------- |
| Fekete Párduc    | James C. Mathis III    | Debreczeny Csaba |
| Erik Killmonger  | Keston John            | Papp Dániel      |
| Okoye            | Yvette Nicole Brown    | Bognár Gyöngyvér |
| Shuri            | Daisy Lightfoot        | Dobó Enikő       |
| Thanos           | Isaac C. Singleton Jr. | Kőszegi Ákos     |
| Ulysses Klaue    | Trevor Devall          | Törköly Levente  |
| Vasember         | Mick Wingert           | Fekete Ernő      |
| Amerika Kapitány | Roger Craig Smith      | Zámbori Soma     |
| Fekete Özvegy    | Laura Bailey           | Csondor Kata     |
| Hulk             | Fred Tatasciore        | Eredeti hang     |
| Doktor Strange   | Liam O’Brien           | Szabó Máté       |
| Thor             | Travis Willingham      | Crespo Rodrigo   |

### Magyar változat
- Magyar szöveg: Boros Karina
- Hangmérnök: Salgai Róbert
- Vágó: Pilipár Éva
- Gyártásvezető: Németh Piroska
- Szinkronrendező: Molnár Ilona
- Produkciós vezető: Marjay Szabina

A szinkront az HBO megbízásából az SDI Media Hungary készítette.